# صفيحة ظاهرة (أنسجة)
الصفيحة الظاهرة أو الصفيحة الخارجية هي هيكل مشابه للصفيحة القاعدية التي تحيط بغشاء الخلايا العضلية. تُفرز من قبل الخلايا العضلية وتتكون أساسًا من الكولاجين النوع الرابع، اللامينين [الإنجليزية] والبيرليكان [الإنجليزية] (بروتيوغليكان البُوتاسٌ المُكَبْرَت). تحتوي الخلايا العصبية، بما في ذلك خلايا ظهارة الحزمة العصبية وخلايا شوان أيضًا على طبقة خارجية واقية تشبه الصفيحة.
تحتوي الخلايا الشحمية أيضًا على صفيحة خارجية.